# روت وینچ
روت وینچ (انگلیسی: Ruth Winch; ۲۵ اوت ۱۸۷۰ – ۹ ژانویهٔ ۱۹۵۲) تنیس‌باز اهل بریتانیا بود.
وی در مسابقات کشوری و بین‌المللی در مجموع برندهٔ ۱ مدال برنز شده‌است.